# Denis Thomalla
Denis Thomalla (ur. 16 sierpnia 1992 w Pforzheim) – niemiecki piłkarz, występujący na pozycji napastnika w niemieckim klubie 1. FC Heidenheim. Młodzieżowy reprezentant Niemiec.

## Kariera klubowa
Wychowanek SV Büchenbronn i Karlsruher SC. W trakcie kariery grał w takich zespołach jak TSG 1899 Hoffenheim, RB Leipzig, SV Ried oraz Lech Poznań. Od 2016 jest zawodnikiem niemieckiego klubu 1. FC Heidenheim.

## Statystyki

### Klubowe
(aktualne na 28 stycznia 2023)
| Klub                    | Sezon              | Liga                  | Liga  | Liga   | Puchar kraju | Puchar kraju | Europa | Europa | Inne  | Inne   | Suma  | Suma   |
| Klub                    | Sezon              | Liga                  | Mecze | Bramki | Mecze        | Bramki       | Mecze  | Bramki | Mecze | Bramki | Mecze | Bramki |
| ----------------------- | ------------------ | --------------------- | ----- | ------ | ------------ | ------------ | ------ | ------ | ----- | ------ | ----- | ------ |
| TSG 1899 Hoffenheim II  | 2010/11            | Fußball-Regionalliga  | 13    | 2      | –            | –            | –      | –      | –     | –      | 13    | 2      |
| TSG 1899 Hoffenheim II  | 2011/12            | Fußball-Regionalliga  | 25    | 8      | –            | –            | –      | –      | –     | –      | 25    | 8      |
| TSG 1899 Hoffenheim II  | 2012/13            | Fußball-Regionalliga  | 34    | 10     | –            | –            | –      | –      | –     | –      | 34    | 10     |
| TSG 1899 Hoffenheim     | 2010/11            | Bundesliga            | 4     | 0      | 1            | 0            | –      | –      | –     | –      | 5     | 0      |
| TSG 1899 Hoffenheim     | 2011/12            | Bundesliga            | –     | –      | –            | –            | –      | –      | –     | –      | 0     | 0      |
| TSG 1899 Hoffenheim     | 2012/13            | Bundesliga            | –     | –      | –            | –            | –      | –      | –     | –      | 0     | 0      |
| RB Leipzig              | 2013/14            | 3. Fußball-Liga       | 18    | 2      | –            | –            | –      | –      | –     | –      | 18    | 2      |
| RB Leipzig              | 2014/15            | 2. Fußball-Bundesliga | 3     | 1      | –            | –            | –      | –      | –     | –      | 3     | 1      |
| SV Ried (wyp.)          | 2014/15            | Bundesliga            | 29    | 10     | 1            | 0            | –      | –      | –     | –      | 30    | 10     |
| Lech Poznań             | 2015/16            | Ekstraklasa           | 13    | 0      | 3            | 0            | 10     | 2      | 1     | 0      | 27    | 2      |
| 1. FC Heidenheim (wyp.) | 2015/16            | 2. Fußball-Bundesliga | 13    | 4      | 1            | 0            | –      | –      | –     | –      | 14    | 4      |
| 1. FC Heidenheim        | 2016/17            | 2. Fußball-Bundesliga | 29    | 2      | 2            | 1            | –      | –      | –     | –      | 31    | 3      |
| 1. FC Heidenheim        | 2017/18            | 2. Fußball-Bundesliga | 17    | 1      | 1            | 0            | –      | –      | –     | –      | 18    | 1      |
| 1. FC Heidenheim        | 2018/19            | 2. Fußball-Bundesliga | 24    | 8      | 3            | 0            | –      | –      | –     | –      | 27    | 8      |
| 1. FC Heidenheim        | 2019/20            | 2. Fußball-Bundesliga | 14    | 1      | –            | –            | –      | –      | 2     | 0      | 16    | 1      |
| 1. FC Heidenheim        | 2020/21            | 2. Fußball-Bundesliga | 30    | 5      | 1            | 0            | –      | –      | –     | –      | 31    | 5      |
| 1. FC Heidenheim        | 2021/22            | 2. Fußball-Bundesliga | 15    | 0      | –            | –            | –      | –      | –     | –      | 15    | 0      |
| 1. FC Heidenheim        | 2022/23            | 2. Fußball-Bundesliga | 17    | 6      | 1            | 0            | –      | –      | –     | –      | 18    | 6      |
| Ogólnie w karierze      | Ogólnie w karierze | Ogólnie w karierze    | 298   | 60     | 14           | 1            | 10     | 2      | 3     | 0      | 317   | 61     |

## Sukcesy

### RB Leipzig
- Mistrzostwo 3. Fußball-Ligi: 2013/2014

### Lech Poznań
- Superpuchar Polski: 2015